# Ophthalmolepis lineolata
Genre
Espèce
Ophthalmolepis lineolata est une espèce de poisson perciforme de la famille des Labridae, seul représentant du genre Ophthalmolepis. 

## Habitat et répartition
On rencontre cette espèce à faible profondeur au sud et au sud-est de l'Australie.

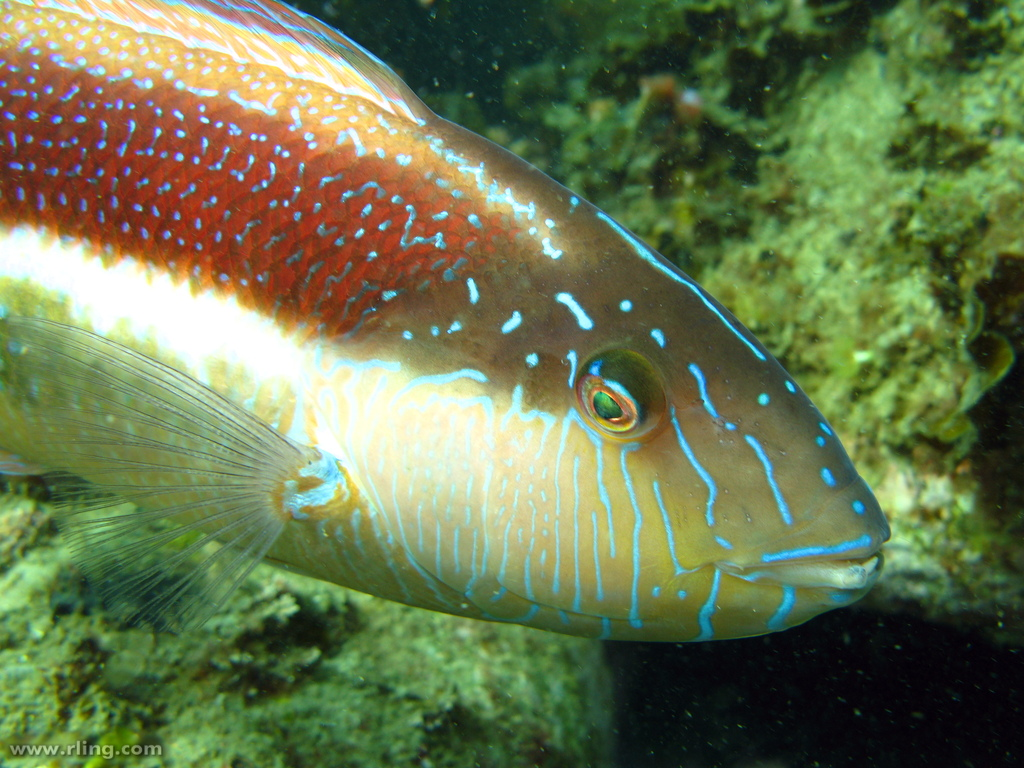
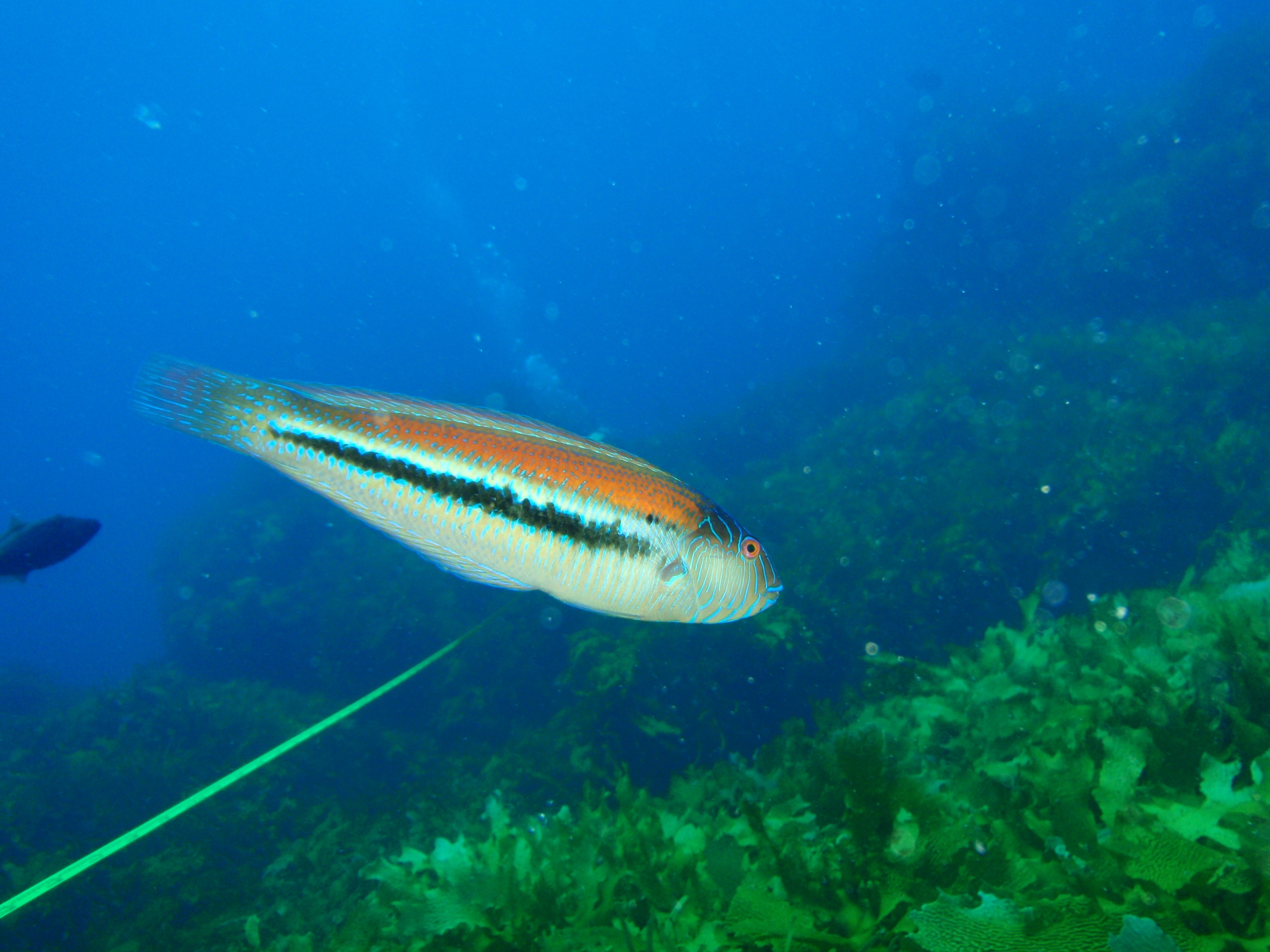
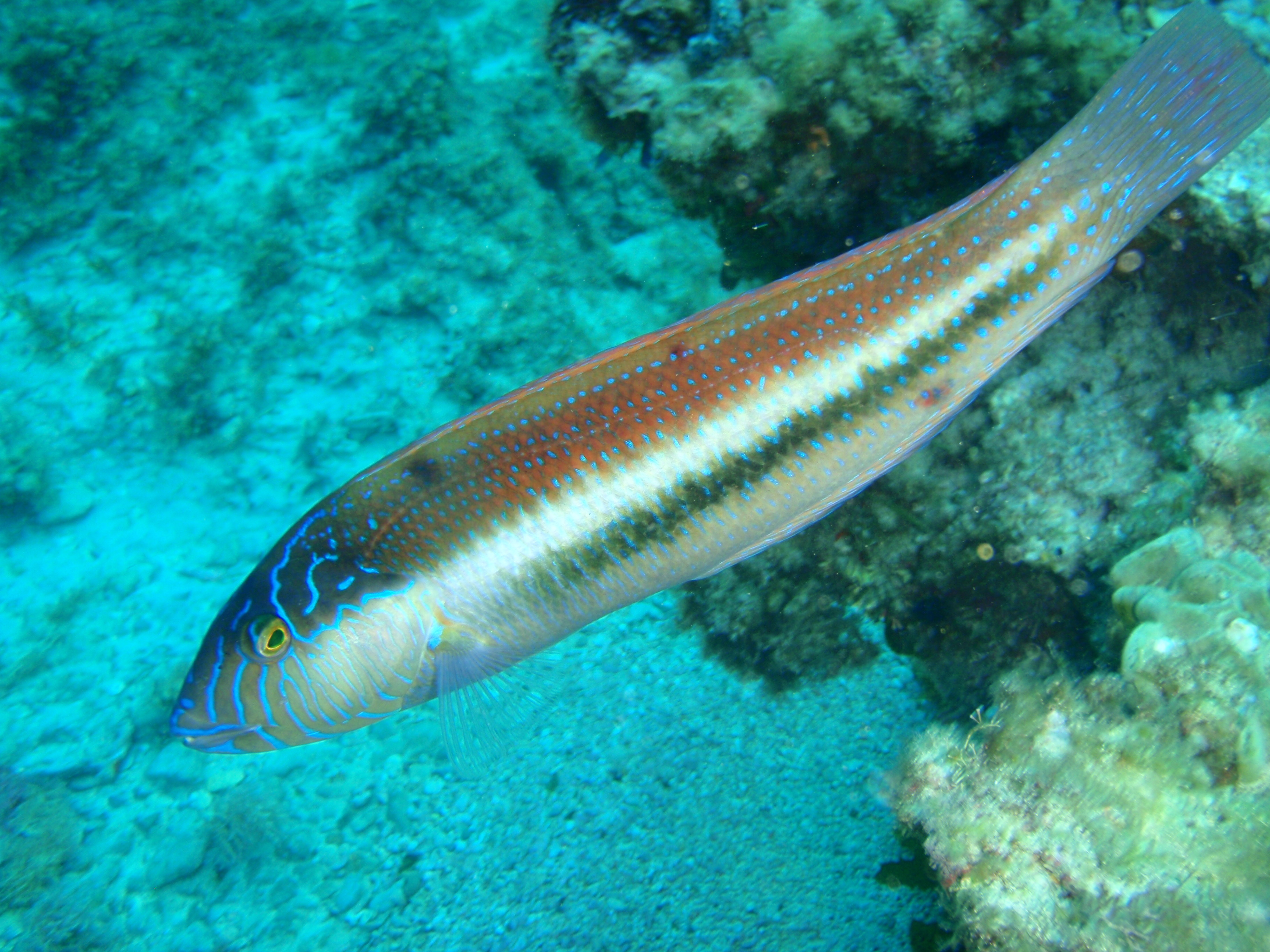
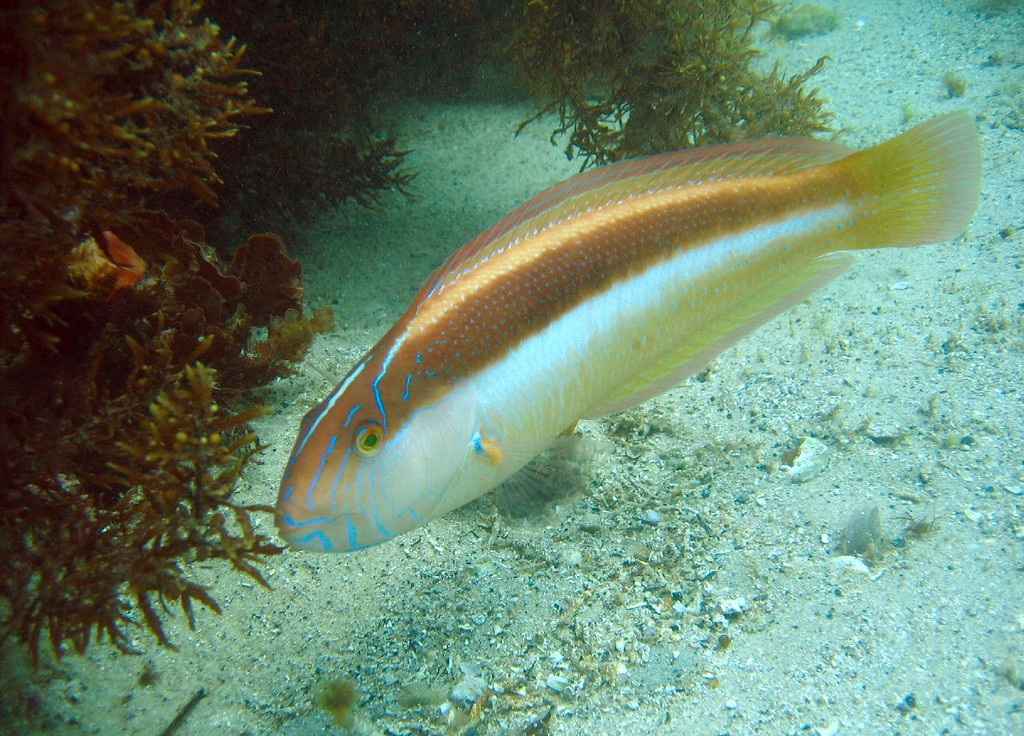